# Puli Space Technologies
Puli Space Technologies (названа в честь венгерской породы собак «пули») — венгерская компания, созданная группой частных лиц в июне 2010 года для участия в конкурсе Google Lunar X PRIZE и других соревнований.

## История
Puli Space Technologies является командой венгерских добровольцев, участвующих в конкурсе Google Lunar X Prize. В рамках соревнования, в соответствии с дополнительным регламентом, планирует поставить в 2017 году небольшой и недорогой луноход, который успешно приземлится и будет способен «пройти» по крайней мере 500 метров от поверхности Луны. При этом он также будет делать снимки и передавать их на Землю. Всего в конкурсе принимают участие 18 команд со всего мира; общий призовой фонд составляет 30 миллионов долларов США.
В случае успеха, это будет первый космический корабль Венгрии, способный достичь поверхности спутника земли. В начале 2013 года в команде было около трёх десятков активных членов, которые организовали данный проект в своё свободное время. Лунный зонд был названием «Пули» — в честь венгерской породы собак.

### Проект
По первоначальному проекту луноход имел сферическую форму: она должна была защищать устройство от мелкой лунной пыли и гарантировать свободу передвижения по каменистому грунту. Эта концепция, в конечном итоге, была заменена более простой моделью «лунного внедорожника» (ровера).
Командой проекта было предусмотрено, что миссия Puli Space Technologies на 90 % должна быть достигнута с помощью частных источников финансирования. Общий бюджет проекта составлял около 30 миллионов долларов, который пытались собрать с помощью спонсорских пожертвований. Организаторы проекта ожидают, что компании и частные лица помогут им собрать необходимую сумму, чтобы предложить участие в соревновании.
Команда, собравшаяся в сентябре 2010 года, смогла зарегистрировать свою инициативу и сформировать предварительный фонд в размере 50 000 долларов США (в качестве регистрационного взноса) — сумма была собрана в начале февраля 2011 года и регистрация будет завершена в конце того же месяца. Команда проекта провела несколько презентаций на телевидении и на специальных научных встречах в Будапеште.
Разработка венгерского прототипа достигла в октябре 2012 года стадии тестирования: луноход был протестирован в песчаной местности. Испытания экземпляра ровера продолжились в начале 2013 года — они проводились в рамках теста Mars2013 в марокканской «модели лунной пустыни». Прототип успешно преодолел требуемое расстояние по плоской и наклонной местности, моделировавшей лунную поверхность. Результаты, собранные в Марокко команда Puli Space Technologies планировала использовать в действующем образце, который и отправится на Луну.
Кроме того, прототипы ровера был успешно испытан на Гавайях. Физик Тибор Пахер, лидер космических технологий Пули, в июне 2014 года говорил о «серьёзном отношении» организаторов соревнования к венгерской команде. Он также добавлял, что, в зависимости от их финансового положения, к концу 2014 года может быть построена окончательная версия ровера, требующая специальных материалов, способных выдержать космические условия.